# International Inline Skater Hockey Federation
Die International Inline Skater Hockey Federation (IISHF) ist der 1998 gegründete internationale Dachverband der nationalen Inline-Skaterhockey-Verbände. Sitz des Verbandes ist La Heutte im Kanton Bern in der Schweiz.

## Geschichte
Als Vorläufer der heutigen IISHF wurde 1988 von den Verbänden aus England und Deutschland unter Führung von Alistair Gordon (England) und Ingo Goerke (Deutschland) die „European Street Hockey Association“ (ESHA) gegründet. 
1992 wurde die offizielle „International Street Hockey Association“ (ISHA) als Nachfolge der ESHA in Woking (England) gegründet. Gründungsmitglieder waren die Verbände aus Großbritannien, Deutschland und den Niederlanden. Nachdem die Verbände der Schweiz und Dänemarks hinzugekommen waren, erfolgte 1993 die Umbenennung der ISHA in „International Skater Hockey Federation“ (ISHF). Im Jahr 1998 erfolgt die Umbenennung der ISHF in die heutige „International Inline Skater Hockey Federation“ (IISHF).

## Mitglieder
Stand: Juni 2024
| Land                   | Verband                                             | Aufnahme | Internetpräsenz     |
| ---------------------- | --------------------------------------------------- | -------- | ------------------- |
| Dänemark               | Rullesport Danmark (RD)                             | 1992     | rullesport.dk       |
| Deutschland            | Inline-Skaterhockey Deutschland (ISHD)              | 1992     | ishd.de             |
| Vereinigtes Königreich | British Inline Skater Hockey Association (BISHA)    | 1992     | bishahockey.co.uk   |
| Indien                 | Ball Inline Skater Hockey Association (BISHA India) | 2017     | bishaindia.org      |
| Israel                 | Israeli Inline Skater Hockey Federation (ISRISHF)   | 2007     | rollerhockey.org.il |
| Österreich             | Inline-Skaterhockey Austria (ISHA)                  | 2006     | skaterhockey.at     |
| Schweiz                | Fédération suisse de inline hockey (FSIH)           | 1992     | inline-hockey.ch    |
| Spanien                | Asociación Españoles de Skater Hockey (AESH)        | 2014     | skaterhockey.es     |
| Ukraine                | Ukrainian Federation of Roller Hockey (UFRH)        | 2016     | rollerhockey.org.ua |

Ehemaliges Mitglied ist Inline Skaterhockey Netherlands (ISHN) aus den Niederlanden und die Russian Inline-Skater Hockey Federation (RISHF) aus Russland.

## Veranstaltungen
1997 wurde die erste Europameisterschaft in den Altersklassen Herren, Damen und Junioren bei den Crash Eagles Kaarst (Deutschland) veranstaltet.
1998 findet der erste Europapokal der Vereinsmannschaften in Biel/Bienne (Schweiz) in der Altersklasse Herren statt.
Seit 2007 finden in allen Altersklassen sowohl Europameisterschaften der Nationalteams als auch Europapokalturniere der Vereine statt.

## Präsidentschaft
- 1992–1994: Alistair Gordon (England)
- 1994–1994: Martijn Banen (Holland)
- 1994–1998: Stella van der Geyten (England)
- 1998–1999: Petra Gionchetta geb. Forst (Deutschland)
- 1999–2000: Tony Downes (England)
- 2000–2010: Piergiovanni Gionchetta (Schweiz)
- 2010–heute: Erik Sommer (Dänemark)